# فاطمة بري بدير
فاطمة بري بدير (1971 - ...) كاتبة وإعلامية لبنانية، ولدت في بلدة تبنين في جنوب لبنان. متزوجة من الإعلامي والكاتب حسان بدير.

## التحصيل العلمي
- حصلت على دبلوم الدراسات العليا في اللغة العربية وآدابها.
- نالت الماجستير عن أطروحتها: ملامح اجتماعية في الرواية السعودية - دراسة معاصرة
- نالت ماجستير ثانية عن أطروحتها بعنوان: الشخصية الإسرائيلية في الأدب العربي الحديث.
- تحضّر أطروحة لنيل دكتوراه في الآداب عن الرواية السعودية(قيد الإعداد).
- كما تحضّر أطروحة لنيل دكتوراه في الإعلام والتواصل عن «اللغة العربية في الفضائيات اللبنانية»- (قيد الإعداد).

## في الإعلام المكتوب
- أول فتاة محررة وكاتبة في جريدة «العهد» في لبنان من 1989-1993 بشكل يومي.
- كاتبة قصص قصيرة ومقالات في مجلة الوحدة 1988-1989.
- كاتبة مقالة في العديد من الصحف والمجلات اللبنانية وغير اللبنانية.
- كاتبة تحقيقات لموقع إسلام أونلاين المصري والقطري (الإعلام الإلكتروني) من بيروت- من2000 إلى 2007

## في الإعلام المسموع (الإذاعي)
1. معدة وكاتبة البث المباشر الصباحي طيلة سبع سنوات في إذاعة البشائر، قدمت خلالها عشرات البرامج الإذاعية من 1992 إلى 1998.
2. كتبت للإذاعة سيناريو مسلسل بعنوان «جمر في محاجر العيون» 30 حلقة من تجربة يوميات الحياة في ظل الاحتلال الإسرائيلي في لبنان.
3. أسست برنامج حصاد الثقافة عام (1996)وبدأت بتقديمه مباشرة على الهواء بشكل يومي عن الأخبار الثقافية في كل العالم - إذاعة البشائر
4. أعدت برنامج العائلة الأسبوعي: مجلة الأسرة في إذاعة البشائر، 1996-1998.
5. انتقلت إلى إذاعة النور حيث أعدّت وقدّمت برنامج تحت الضوء الثقافي مباشرة على الهواء يومياً من العام 1998 إلى 2000.
6. أعدت وقدمت برنامجا خاصا عن تاريخ جبل عامل - حاور أهم المؤرخين الذين بحثوا في التاريخ العاملي، من العام 2006 إلى 2007.
7. أعدّت وقدّمت للإذاعة سهرة حكاية زوجين مبدعين، وهو برنامج يسلط الضوء على أزواج يتقاسمون العمل في نفس المهنة: طب - مسرح - محاماة - صحافة - هندسة - تمثيل - سينما.... في العام 2008
8. أعدت وقدمت البرنامج الإذاعي الأسبوعي التحقيقي «زيارة إلى مكتبة» الذي حكى كل أسبوع حكاية مكتبة منزلية في منزل أديب أو شاعر أو نائب أو وزير أو رسام أو مؤرخ، تربطه بالكتاب والمكتبة علاقة جيدة (حوالي 90 حلقة من العام 2009 حتى العام 2011)

## في الإعلام المرئي (التلفزيون)

### في تلفزيون المنار
شغلت لفترة طويلة الميدان الثقافي في تلفزيون المنار وأهم أعمالها التلفزيونية:
1. بدأت العمل في تلفزيون المنار عام 1997، مسؤولة عن إعداد وتقديم البرنامج الثقافي «نون والقلم» الذي استمر حتى منتصف العام 2002 بعد ما قدم أكثر من 300 ندوة فكرية وثقافية ولغوية مع نخبة من الشخصيات الفكرية والأدبية والفنية اللبنانية والعربية. وكان يومها البرنامج الثقافي الوحيد على الشاشات والاقنية اللبنانية.
2. عام 1998 أطلقت مع فريق من الإعلاميين البرنامج اليومي المباشر «لبنان والعالم»، وبلغ عدد الشخصيات التي استضافتهم وحاورتهم أكثر من 3000 شخصية. بمعدل شخصيتين أو أكثر يوميا بتقديم مباشر على الهواء.
3. في أيار 2000، وعلى مدى أيام التحرير والانتصار والاندحار الإسرائيلي عن جنوب غطّت بشكل مباشر على الهواء آخر المستجدات في أيام تاريخية لا تنسى.
4. عملت 12 سنة على الهواء مباشرة في إعداد وتقديم البرنامج الصباحي: صباح المنار
5. أعدت وكتبت وقدمت عشرات السهرات التلفزيونية الخاصة بالقضية الفلسطينية والانتفاضة وكل ما يتعلق فيها.
6. على صعيد عربي وإقليمي: أعدت وقدمت برنامج «يتذكر». حلقات وثائقية وحوارية منتخبة (2004-2005)، وهو برنامج حاور أهم الوجوه والفعاليات الفكرية والثقافية في العالم العربي، مصر -الأردن - المغرب - سوريا - فلسطين - الجزائر...
7. أعدت وقدمت سهرة المنوعات الثقافية الأسبوعية «أمسيات» 2005-2006 والتي توقفت مع حرب تموز.
8. إعداد السهرة الرمضانية 2008.
9. إعداد البرنامج اليومي المنوّع «حبة مسك».
10. أعدّت وأنتجت 200 حلقة من برنامج وثائقي خاص حول الكتب، بعنوان «خير جليس».

### في قناة الكوثر
1. برنامج عصر الثورات: سلسلة حلقات عن ثورات العالم العربي وبعض ثيماتها الكوثر
2. كما قدمت على قناة الكوثر برنامج شبابي خاص عن قضايا الشباب ومشاكلهم.

### في قناة الثقلين
1. الإسلام الأصيل: برنامج فكري طرح عظمة طروحات الإسلام في عصر التشويه الذي تتعرض له قيم الإسلام.

## بعض ما كتبت في الأبحاث والدراسات
1. دراسة عن المرأة الصهيونية: أم ومربية /أحوال المرأة في الكيبوتس الإسرائيلي.
2. دراسة أدبية عن الجزء الأول من خماسية مدن الملح للروائي العربي عبد الرحمن منيف.
3. دراسة أدبية حول رواية الياس خوري «باب الشمس» والحكاية الفلسطينية بين القص والتوثيق.
4. دراسة حول شخصية الباحثة والكاتبة المصرية نوال السعداوي كما بدت من خلال كتابها: «مذكراتي في سجن النساء».
5. جمالية القص في لغة القرآن الكريم.
6. دراسة حديثة: الإرهاب في الأدب المعاصر.
7. دراسة نقدية في ديوان الشاعر إبراهيم بري «للنبي وآله».
8. دراسة تأثير وسائل الإعلام في تراجع مستوى اللغة العربية.

## في المؤتمرات
- شاركت في بعض المؤتمرات المتعلقة بتجربة المرأة المحجبة في وسائل الإعلام.
- حاضرت في الجامعة الأميركية - اللبنانية LAU عن نفس الموضوع.
- شاركت في مؤتمر المرأة والصحوة - طهران 2012 وقدمت بحثا بعنوان تجربة المرأة في جنوب لبنان: إستشراف الصحوة والثورة.

## في التأليف الأكاديمي المدرسي
قامت بتأليف كتاب «جنان اللغة» لمادة القراءة العربية والتطبيقات للصف الثاني الأساسي، صدر في بيروت 2002. في جزأين- صادر عن دار عون للطباعة والنشر.

## في الأعمال الأدبية والإبداعية الخاصة
صدر لها ما يربو على الستة مؤلفات منشورة:
1. في عمر 17 عاما صدر لها عمل روائي موثّق عن المقاومة والاحتلال في لبنان بعنوان «وللشهداء شيخ».
2. أصدرت مجموعتها القصصية الأولى «مذكرات امرأة» صيف 2003.
3. نهاية 2005 أصدرت كتابها: «حديث الذكريات» الذي يتضمن توثيقا في السيرة الذاتية لأعلام في الثقافة والأدب. وهو عبارة عن برنامج تلفزيوني سردي وتوثيقي صدر عن الدار العربية للعلوم ناشرون.
4. بعد حرب تموز 2006 أصدرت مجموعتها القصصية الثانية «رائحتها تراب» – الدار العربية للعلوم –ناشرون.
5. نهاية 2008 أصدرت عملها الروائي الأول «لما جاءها المخاض» رواية تؤرخ وتوثّق تجربة الأسيرات الفلسطينيات اللواتي أنجبن أطفالهن داخل السجون والمعتقلات الإسرائيلية –الدار العربية للعلوم ناشرون.

## عملها الحالي
- متفرغة للكتابة والبحث والتأليف.
- أستاذة في التعليم الثانوي والجامعة اللبنانية.
- تعمل في الإنتاج الإعلامي الحر والخدمات الإعلامية المتنوعة.
- تعمل في الإنتاج الوثائقي وتعدّ أفلاما وثائقية وبرامج تلفزيونية منوعة لبعض الفضائيات العربية.

## وصلات خارجية
- ترجمة فاطمة بري بدير في مدونة جبل عاملة
- صفحة فاطمة بري على الفيس بوك
- صفحة فاطمة بري على التويتر